# Тольджанчхи
Толь (кор. 돌), тольджанчхи (кор. 돌잔치) — важная корейская традиция отмечать первый день рождения ребёнка, в этот день ему желают благополучного будущего. Ребёнка одевают в особый ханбок и головной убор: девочек в чобави или кулле, а мальчиков — в поккон или хогон (кор. 호건).

## История
В прошлом детская смертность была намного выше, и маленькие дети часто умирали до своего первого дня рождения, так что этот рубеж стал считаться важным как для самого ребёнка, так и для родителей. Целые деревни праздновали тольджанчхи, желая ребёнку удачи.

## Предсказание будущего
Кульминация тольджанчхи — ритуал предсказания тольджаби. Ребёнка сажают в центр стола, а вокруг него расставляют еду и предметы, в частности, верёвку, книги, кисти, чернила, деньги — по тому, что выберет ребёнок, предсказывается его будущее. К примеру, книга или кисть означают профессию учёного, деньги или рис — богатство, другая еда — профессию чиновника, меч или лук — профессию военного. Верёвка означает долгую жизнь.
Предметы, выставляемые на стол, меняются со временем, так как в древности точка зрения на уважаемые профессии была другой. Современные родители иногда выкладывают на стол компьютерную мышь, которая означает успех на компьютерном поприще, или зубную щётку, которая предполагает профессию стоматолога. После выбора с ребёнком поют, танцуют и всячески празднуют, дарят подарки, обычно деньги, золотые кольца и одежду.

## Еда
Дома члены семьи благодарят богов «самсин» (они охраняют растущего ребёнка), предлагая им рис, суп из миёк, а также тток. На стол выставляют особые продукты, которые символизируют пожелания ребёнку: радужные тток, суп с миёк, фрукты. Суп (миёккук) подаётся на каждый день рождения, чтобы напомнить о страданиях матери при родах.

## Современный тольджанчхи
Церемония проводится в ресторанах или павильонах. Родители готовят сувениры и организуют лотереи, викторины, победители получают подарки.